# Letters from the Labyrinth
Letters From the Labyrinth es el sexto álbum de estudio de Trans-Siberian Orchestra, publicado el 13 de noviembre de 2015. A diferencia de los álbumes anteriores de TSO, Letters from the Labyrinth no es una ópera rock, sino más bien una colección de canciones con temáticas relacionadas con el bullying y el muro de Berlín. El álbum alcanzó la posición #7 en la lista Billboard 200 y la #1 en la lista Billboard Top Rock Albums. Fue el último álbum producido por Paul O'Neill, dado su fallecimiento el 5 de abril de 2017.

## Lista de canciones
1. "Time and Distance (The Dash)"
2. "Madness of Men" (instrumental)
3. "Prometheus"
4. "Mountain Labyrinth" (instrumental)
5. "King Rurik" (instrumental)
6. "Prince Igor" (instrumental)
7. "The Night Conceives"
8. "Forget About the Blame (Sun Version)"
9. "Not Dead Yet"
10. "Past Tomorrow"
11. "Stay"
12. "Not the Same"
13. "Who I Am"
14. "Lullaby Night" (instrumental)
15. "Forget About the Blame" (Moon Version)"
16. "A Mad Russian's Christmas (Live)"

## Créditos
- Paul O'Neill - Productor
- Dave Wittman - Coproductor, Ingeniero
- BJ Ramone - Asistente de Ingeniero
- Jon Tucker - Asistente de Ingeniero Adicional
- A&R - Jason Flom, Ryan Silva

### Músicos
- Paul O'Neill - Guitarra
- Jon Oliva - Teclados, guitarra, bajo
- Al Pitrelli - Guitarra
- Luci Butler - Teclados
- Chris Caffery - Guitarra
- Roddy Chong - Violín
- Angus Clark - Guitarra
- Mee Eun Kim - Teclados
- Vitalij Kuprij - Teclados
- Jane Mangini - Teclados
- Derek Weiland - Teclados
- Asha Mevlana - Violín
- Johnny Lee Middleton - Bajo
- John O. Reilly - Batería
- Jeff Plate - Batería
- David Zablidowsky - Bajo
- Dave Wittman - Instrumentos adicionales

## Posicionamiento
| Lista (2015)                       | Posición |
| ---------------------------------- | -------- |
| Canadá (Billboard Canadian Albums) | 15       |
| Estados Unidos (Billboard 200)     | 7        |